# Derde Javaanse Successieoorlog

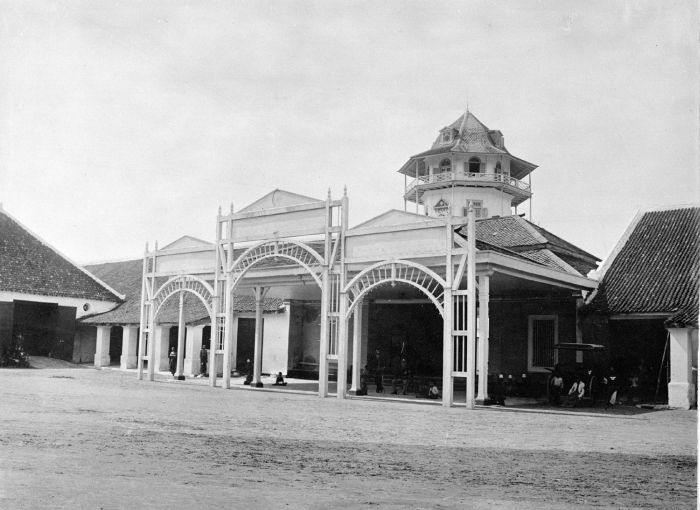
Hernieuwde kraton in Surakarta uit 1740 maar met toren

De Derde Javaanse Successieoorlog was een oorlog die woedde van 1749 tot 1755 op Java.
De derde Javaanse successie-oorlog leidde tot de verscheuring van Mataram. Het land werd in twee en later in drie, alleen in naam onafhankelijke 'Vorstenlanden', verdeeld: Surakarta, Yogyakarta en Mangkunegaran.
De oorzaak van de derde Javaanse successieoorlog was de slechte behandeling door gouverneur-generaal Van Imhoff van prins Mangkubumi (ook: Mangkoeboemi), de broer van de Susuhunan Pakubuwono II van Surakarta. De prins kwam in opstand tegen de VOC, die hem in zijn ogen gekleineerd had, en tegen zijn broer, die hij als al te toegeeflijk tegenover de Nederlanders beschouwde (1749). Mangkubumi werd in zijn strijd tegen de Nederlanders gesteund door zijn neef Raden Mas Saïd, een briljant militair, die al langer een guerrillastrijd tegen de VOC voerde. 
In 1750 liet Pakubuwono II op zijn sterfbed zijn rijk, Mataram, als erfenis aan de VOC na, omdat hij zijn broer niet als troonopvolger wilde hebben. Mangkubumi, die zichzelf als de rechtmatige troonopvolger zag, eiste hierop de titel van susuhunan op. De VOC zette van haar kant een machteloze marionet, Pakubuwono III van Soerakarta op de troon. Door het volk van Mataram werd Mangkubumi, als vorst Hamengkubuwono genoemd, als de enige echte heerser van Mataram en als een vrijheidsstrijder beschouwd. Na een jarenlange wisselende strijd met veldslagen bij Grobogan en Demak, leden de Nederlanders onder de Clerck in 1751 een verpletterende nederlaag bij de rivier de Bogowonto. Hierna besloot gouverneur-generaal Mossel om vredesonderhandelingen met Mangkubumi aan te knopen. Deze leidden uiteindelijk tot het sluiten van het 'Verdrag van Giyanti' (1755), genoemd naar de plaats ten oosten van Surakarta waar de onderhandelingen plaatsvonden: Het rijk van Mataram werd hierbij verdeeld tussen beide strijdende partijen. De oude hoofdstad Kartasura, die als gevolg van de broederstrijd die er had plaatsgevonden als een met onheil beladen plaats werd beschouwd, werd verlaten. 
De aan de Nederlanders getrouwe Pakubuwono III, stichtte als susuhunan een nieuwe kraton in Surakarta en bestuurde het oostelijke deel van Mataram (Kasunanan Solo of Surakarta) (1750 -1788). Aan de andere kant regeerde Hamengkubuwono I als sultan over de westelijke helft van Mataram, en hij bouwde ten zuidwesten van de oude hoofdstad Kartasura, zijn nieuwe kraton Yogyakarta (Kasultanan Jogjakarta) (1755-1792). Mas Said gaf de strijd echter niet op voor ook aan hem een deel van Mataram als 'Vorstenland' werd gegeven: Hij regeerde als Mangkunegara, bouwde zijn eigen kraton in de nabijheid van Surakarta of Solo en kreeg vooral gebieden in het zuidoosten van Mataram als zijn erfdeel (Mangkunegaran) (1757-1796).
(voorspel: Trunajaya-opstand, 1677–1681) · Eerste Javaanse Successieoorlog (1703–1707) · Tweede Javaanse Successieoorlog (1719–1722) · Derde Javaanse Successieoorlog (1749–1755)